# الفرقة السادسة (بونا)

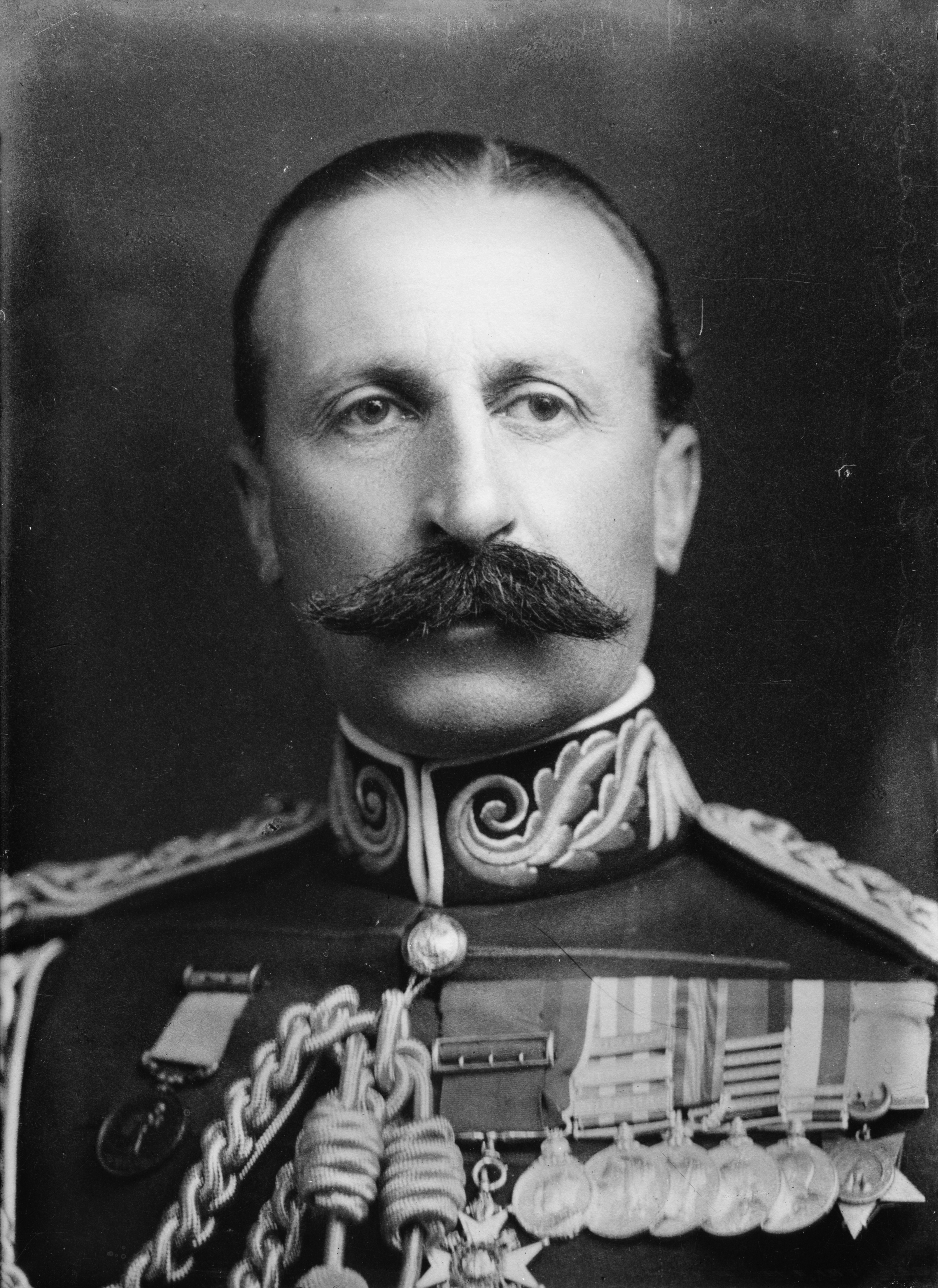

الفرقة السادسة (بالأنجليزية: 6th Poona Division) وهي فرقة عسكرية من فرق جيش الهند البريطاني. تم تشكيلها في عام 1903، في أعقاب الإصلاحات كيتشنر للجيش الهندي.

## الحرب العالمية الأولى
شاركت الفرقة السادسة (بونا) في حملة بلاد الرافدين خلال الحرب العالمية الأولى. بقيادة اللواء باريت ثم اللواء تاونسند، كانت هذه الفرقة من أولى القوات الهندية البريطانية التي أُنزلت على أراضي بلاد ما بين النهرين تحديدا في عملية انزال الفاو في تشرين الثاني (نوفمبر) 1914.
بعد سلسلة من الانتصارات المبكرة، تعرضت الفرقة بونا لنكسة في معركة المدائن في تشرين الثاني (نوفمبر) عام 1915. وبعد هذه المعركة، انسحبت الفرقة مرة أخرى إلى مدينة الكوت، حيث قرر قائد الفرقة اللواء تاونسند التحصن في المدينة. وبعد حصار طويل للمدينة من قبل العثمانيين، استسلم تاونسند في أبريل 1916. وتم اسر 10,061 جندي من الفرقة. وعقب الاستسلام، أجبرت القوات بعمل مسيرة اجبارية للعودة إلى الأناضول. كانت معاناة المجندين فظيعة بشكل خاص، حيث توفي أكثر من 4000 منهم في الاسر.
بعد هذا استسلام لم يعد للفرقة السادسة بونا وجود، حتى اعيد تشكيل فرقة سادسة أخرى في عام 1920 اثناء ثورة العشرين في العراق.